# Anatomia strachu
Anatomia strachu (ang. Trespass) – amerykański dramat kryminalny z 2011 roku w reżyserii Joela Schumachera.

## Obsada
- Nicolas Cage jako Kyle Miller
- Nicole Kidman jako Sarah Miller
- Cam Gigandet jako Jonah
- Jordana Spiro jako Petal
- Ben Mendelsohn jako Elias
- Liana Liberato jako Avery Miller
- Dash Mihok jako Ty
- Nico Tortorella jako Jake
- Emily Meade jako Kendra
- Terry Milam jako Travis